# Калуско-д’Адда
Калуско-д’Адда (итал. Calusco d'Adda) — коммуна в Италии, располагается в регионе Ломбардия, в провинции Бергамо.
Население составляет 8125 человек (2008), плотность населения составляет 1007 чел./км². Занимает площадь 8 км². Почтовый индекс — 24033. Телефонный код — 035.
Покровителем коммуны почитается святой Фиделий, празднование 29 октября.

## Демография
Динамика населения:

## Города-побратимы
- Вольмеранж-ле-Мин, Франция

## Администрация коммуны
- Официальный сайт: https://web.archive.org/web/20100825095616/http://www.comune.calusco.bg.it/